# Daniel Octavian Spiridon
Dan Spiridon este un jucător de fotbal român, care a jucat pentru echipa CF Brăila, el debutând în fotbalul profesionist la formația FCM Bacău, pentru care a evoluat în Liga a II-a și în 9 partide de Liga I.